# Magnus Brunner

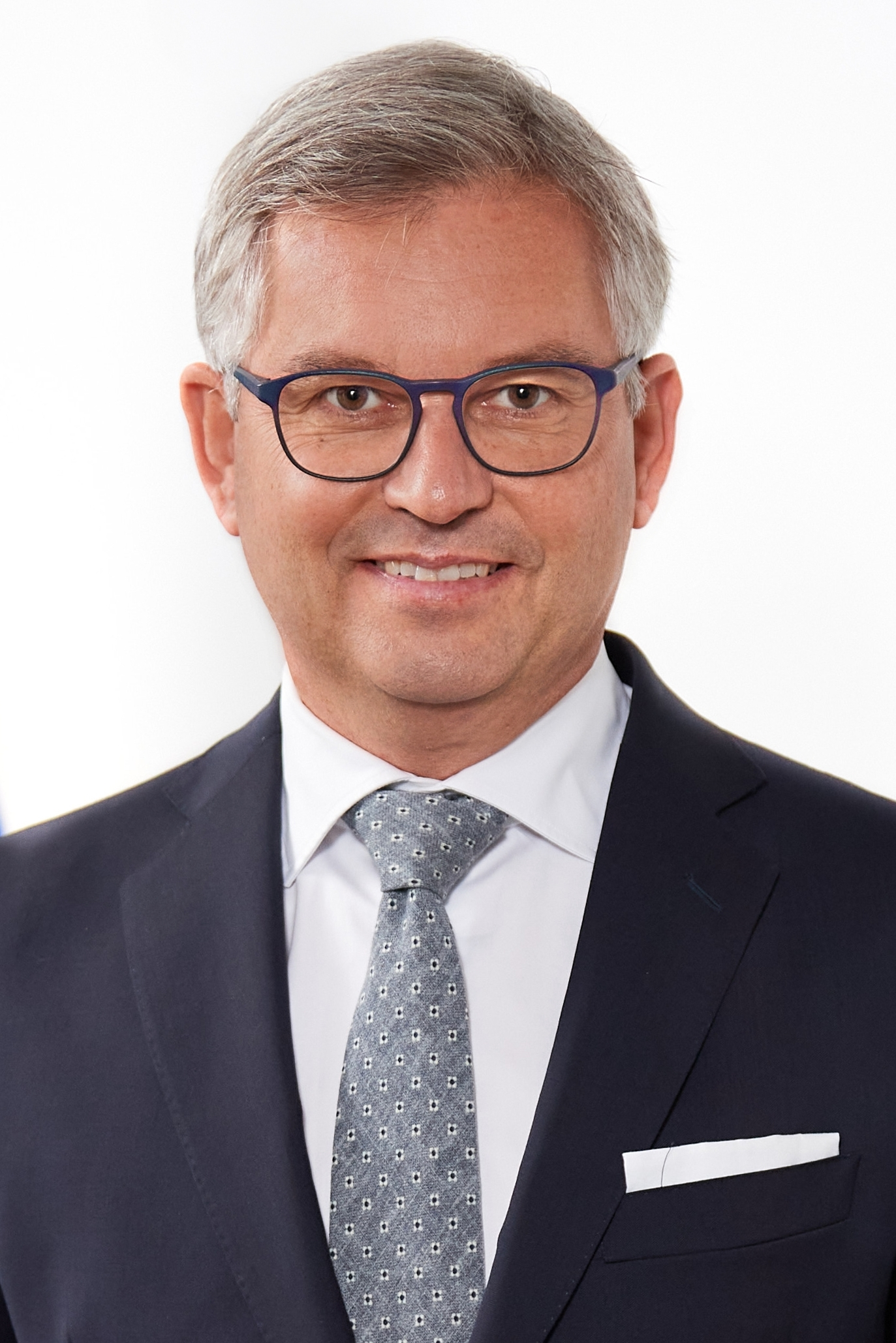
Magnus Brunner (2024)

Magnus Oswald Brunner (* 6. Mai 1972 in Höchst, Vorarlberg) ist ein österreichischer Politiker (ÖVP). Seit dem 1. Dezember 2024 ist er EU-Kommissar für Inneres und Migration. Vom 6. Dezember 2021 bis 20. November 2024 war er Bundesminister für Finanzen. Zuvor war er ab Jänner 2020 Staatssekretär im Bundesministerium für Klimaschutz, Umwelt, Energie, Mobilität, Innovation und Technologie. 
Von 2009 bis 2020 war Brunner aus Vorarlberg entsandtes Mitglied des Bundesrats sowie von 2007 bis 2020 Vorstandsvorsitzender der OeMAG Abwicklungsstelle für Ökostrom AG.

## Werdegang

### Ausbildung
Nach der Matura am Privatgymnasium Collegium Bernardi im Kloster Mehrerau in Bregenz studierte Magnus Brunner zunächst Rechtswissenschaften an der Universität Innsbruck. Er ist seit 1990 Mitglied der A.V Austria Innsbruck im ÖCV. Im Jahr 1996 promovierte er an der Innsbrucker Universität mit seiner Dissertation Die Reichweite der ärztlichen Schweigepflicht zum Doktor der Rechte (Dr. iur.) und absolvierte anschließend ein Postgraduate-Studium am King’s College London. 

### Karriere bis 2021
Im Wahlkampf zur Landtagswahl in Vorarlberg 1999 organisierte Brunner als Trainee der Industriellenvereinigung die Plattform „Vorarlberg für LH Sausgruber“. Anschließend daran war er drei Jahre lang bis 2002 Büroleiter und Pressesprecher des Landeshauptmanns. Während dieser Zeit war er in seiner Heimatgemeinde Höchst auch als Mitglied der Gemeindevertretung für die ÖVP tätig.
Nach seiner beruflichen Zeit in der Landespolitik wurde Brunner von 2002 bis 2006 zum politischen Direktor des Österreichischen Wirtschaftsbundes bestellt. Anschließend wechselte er als Leiter der Unternehmensentwicklung und Konzernkommunikation zur Bregenzer Illwerke/VKW-Gruppe. Ab dem 1. Jänner 2007 war Magnus Brunner bis zu seiner Bestellung als Staatssekretär Anfang 2020 als Vorstand der OeMAG – Abwicklungsstelle für Ökostrom tätig.
Bereits ab dem Jahr 2004 war Brunner zeitgleich mit seinen anderen Aufgaben Ersatzmitglied des österreichischen Bundesrats. Am 8. Mai 2009 übernahm Brunner die Funktion als Vorarlberger Mitglied des Bundesrates von Alt-Bundesrat Jürgen Weiss, der am 30. April aus diesem Amt ausschied. Von April 2018 bis zu seinem Ausscheiden im Jänner 2020 war er Vizepräsident des Bundesrates.
Im Jänner 2020 wurde Magnus Brunner als Staatssekretär im Infrastruktur- und Umweltministerium für die neue Bundesregierung Kurz II vorgeschlagen und am 7. Jänner 2020 mit den Mitgliedern der Bundesregierung von Bundespräsident Alexander Van der Bellen angelobt.
Im Oktober 2020 wurde er für drei Jahre zum Präsidenten des Österreichischen Tennisverbandes (ÖTV) gewählt, neben Jürgen Melzer als sportlichem Leiter des ÖTV. Dieses Ehrenamt gab er im Jänner 2022 aus Zeit- und Compliance-Gründen in Zusammenhang mit seiner Tätigkeit als Finanzminister wieder ab. Sein Nachfolger als ÖTV-Präsident wurde Martin Ohneberg.
Im Februar 2021 übernahm Brunner die Leitung der ÖVP-Ortsgruppe in Vorarlbergs Landeshauptstadt Bregenz.

### Bundesminister für Finanzen

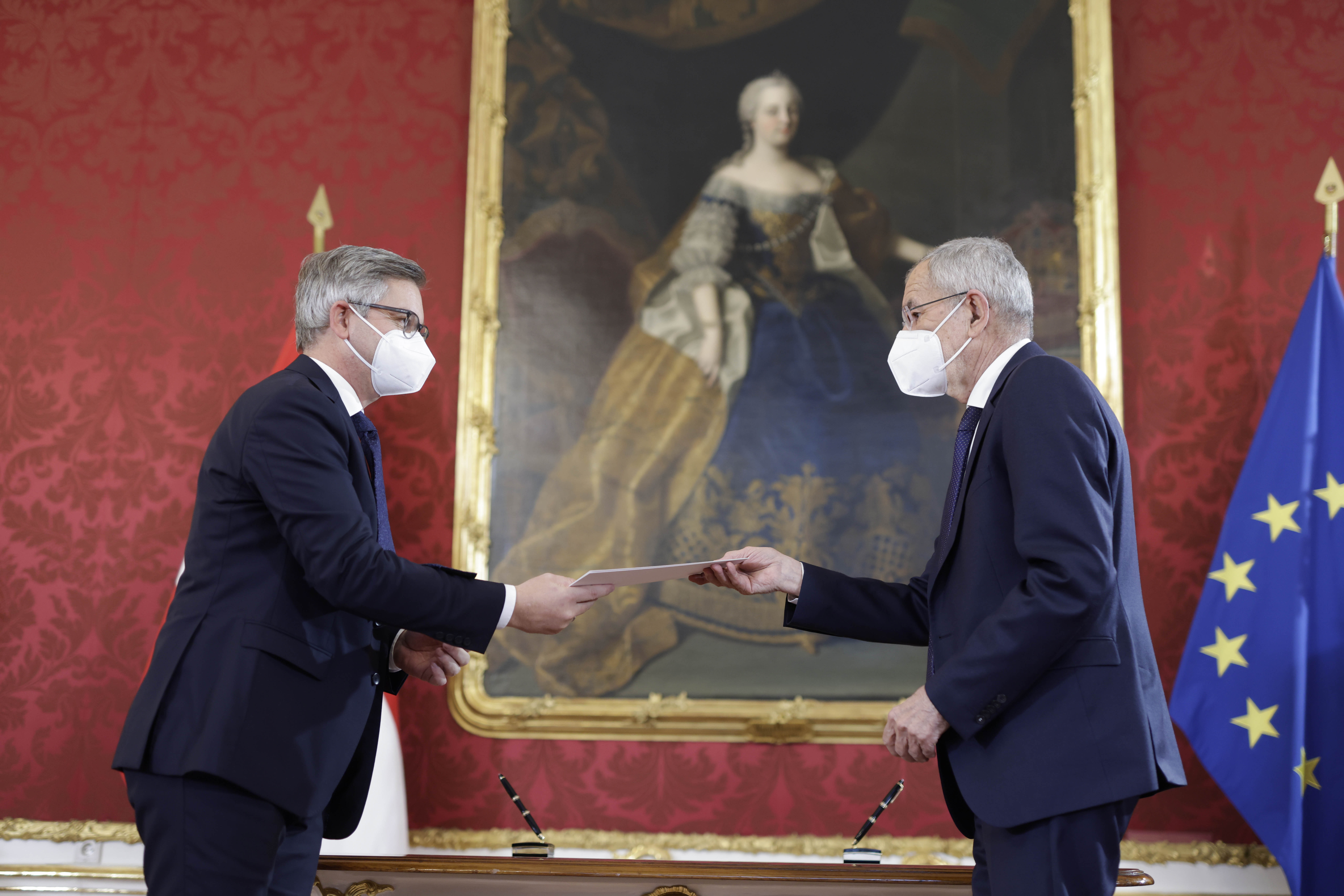
Angelobung von Magnus Brunner als Finanzminister durch Bundespräsident Alexander Van der Bellen (Dezember 2021)

Im Zuge der Regierungsumbildung wurde Magnus Brunner am 6. Dezember 2021 als Nachfolger von Gernot Blümel auf Vorschlag des neuen Bundeskanzlers Karl Nehammer vom Bundespräsidenten als Bundesminister für Finanzen ernannt.
Im Herbst 2024 stieß Brunners späte Veröffentlichung angepasster Budgetdefizitzahlen wenige Tage nach der Nationalratswahl verbreitet auf Kritik. Als Finanzminister folgte ihm am 20. November 2024 Gunter Mayr nach, sein Nationalratsmandat ging an Andreas Hanger.

### EU-Kommissar
Am 31. Juli 2024 wurde Magnus Brunner von der österreichischen Bundesregierung als EU-Kommissar der Kommission von der Leyen II vorgeschlagen. Er trat das Amt am 1. Dezember 2024 an. Das Mandatsschreiben als Kommissar für Inneres und Migration wurde kritisiert, weil sich sein Aufgabenbereich stark mit denen anderer Kommissionsmitglieder, namentlich der Kommissarin für den Mittelmeerraum Dubravka Šuica, überschneidet.
Der Europarechtler Stefan Brocza prognostizierte daher zwangsläufige Kompetenzstreitigkeiten.
Im April 2025 wurde er mit 356 von 546 Stimmen zu einem der Vizepräsidenten der Europäischen Volkspartei (EVP) gewählt.

## Politische Position zu Vermögenssteuern
Während Experten der Nationalbank im Frühjahr 2024 eine Vermögenssteuer forderten, äußerte sich Brunner bei einer Podiumsdiskussion in der Raiffeisenlandesbank Oberösterreich klar gegen die Einführung einer solchen.

## Privat
Magnus Brunner ist verheiratet und Vater von drei Söhnen. Er wohnt in der Vorarlberger Landeshauptstadt Bregenz.

## Auszeichnungen
- 2023: Ehrenpreis Liese-Prokop-Schuh der Sportunion[26]
- 2024: Grosskreuz  des Fürstlich Liechtensteinischen Verdienstordens[27]
- 2025: Großes Goldenes Ehrenzeichen am Bande für Verdienste um die Republik Österreich[28][29]